# Fårfiol

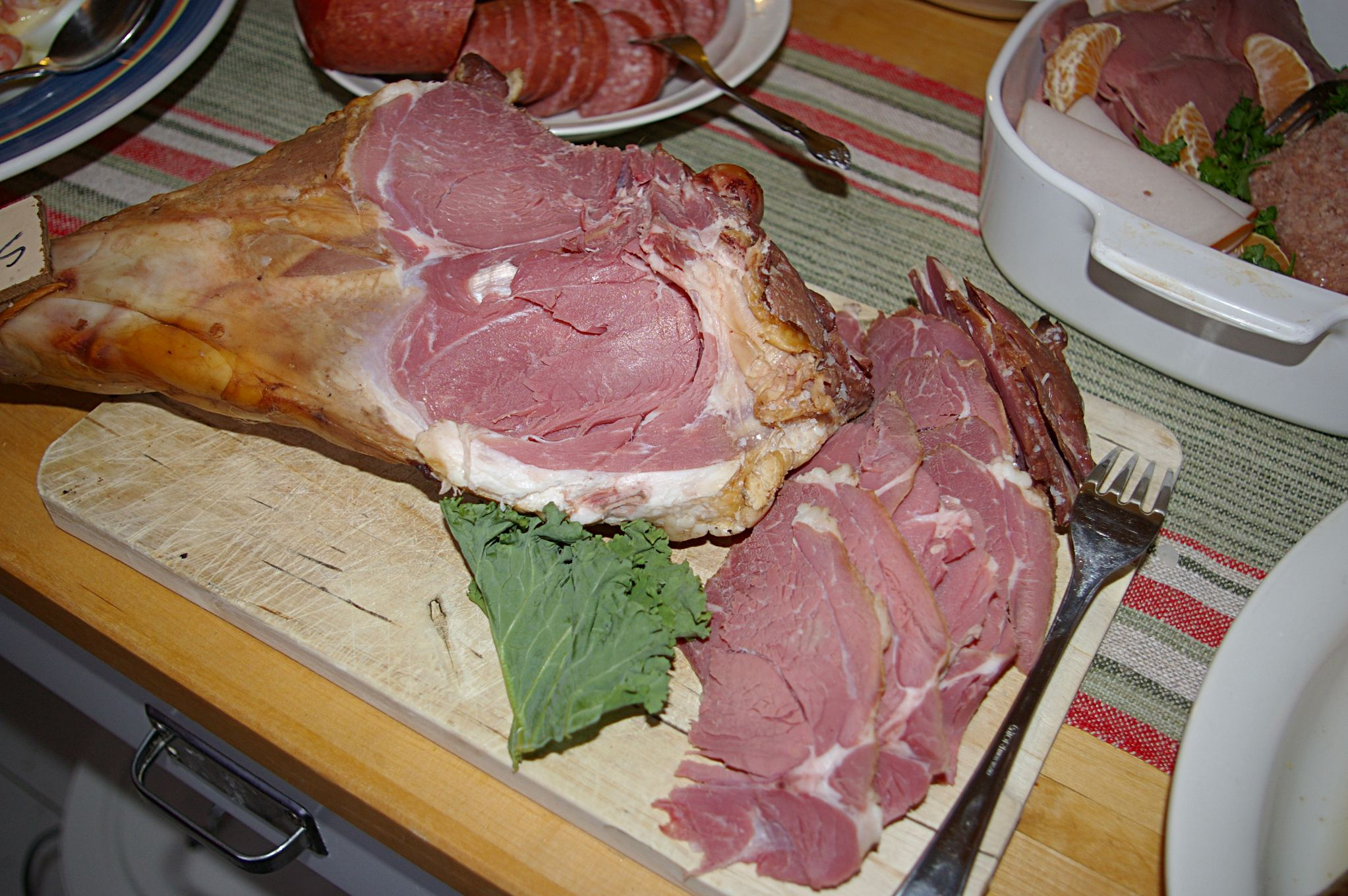
Saltad och rökt fårfiol.

Fårfiol, även kallat lammfiol, är traditionell svensk husmanskost där låret från ett får saltas, torkas och röks, ofta med enris. Metoden har brukats sedan vikingatiden. Idag säljs fårfiol i affärer. Förr i tiden rimmades och torkades köttet.